# Ewa Salbert
Ewa Salbert, z d. Gad (ur. 2 lutego 1973) – polska piłkarka ręczna, medalistka mistrzostw Polski, reprezentantka Polski.

## Kariera sportowa
Była zawodniczką klubu GKS Sośnica Gliwice, z którym zdobyła dwukrotnie wicemistrzostwo Polski (1999, 2001). W latach 1996–1998 wystąpiła 23 razy w reprezentacji Polski, zdobywając 29 bramek. M.in. wystąpiła na mistrzostwach świata w 1997, zajmując z drużyną 8. miejsce.